# Jim Moran
James Patrick „Jim” Moran Jr. (ur. 16 maja 1945) – amerykański polityk, członek Partii Demokratycznej. W latach 1991–2015 był przedstawicielem ósmego okręgu wyborczego w stanie Wirginia w Izbie Reprezentantów Stanów Zjednoczonych.